# Schistura oedipus
Schistura oedipus là một loài cá vây tia thuộc họ Balitoridae. Loài này chỉ có ở Thái Lan.